# Коче
Коче (словен. Koče) — поселення в общині Кочев'є, регіон Південно-Східна Словенія, Словенія. Висота над рівнем моря: 593,4 м.